# Vârlezi
Vârlezi – wieś w Rumunii, w okręgu Gałacz, w gminie Vârlezi. W 2011 roku liczyła 1151 mieszkańców.